# Zilia
 Zilia  là một xã ở tỉnh Haute-Corse trên đảo Corse, Pháp. Xã này có diện tích 15 kilômét vuông, dân số năm 1999 là 212 người. Khu vực này có độ cao trung bình 400 mét trên mực nước biển.

## Dân số
| Năm | 1962 | 1968 | 1975 | 1982 | 1990 | 1999 |
| --- | ---- | ---- | ---- | ---- | ---- | ---- |
| Dân số | 302  | 311  | 253  | 237  | 179  | 212  |
| From the year 1968 on: No double counting—residents of multiple communes (e.g. students and military personnel) are counted only once. |      |      |      |      |      |      |